# Andronikos från Rhodos
Andronikos från Rhodos var en grekisk filosof under första århundradet före Kristus.

## Biografi
Andronikos gjorde betydande insatser som utgivare av Aristoteles skrifter med utgångspunkt från manuskript som förts från Grekland till Rom. Med största sannolikhet är det Andronikos som sammanfört olika aristoteliska skrifter till böcker, i enlighet med var han efter innehåll ansåg att de hörde hemma. Om hans liv är i övrigt föga känt, enbart att han kom till Rom och fullgjorde sin uppgift som utgivare där omkring 40-20 f.Kr. En senantik uppgift att Andronikos skulle ha varit överhuvud för den peripatetiska skolan i Aten anses tvivelaktigt.